# San Diego Museum of Art

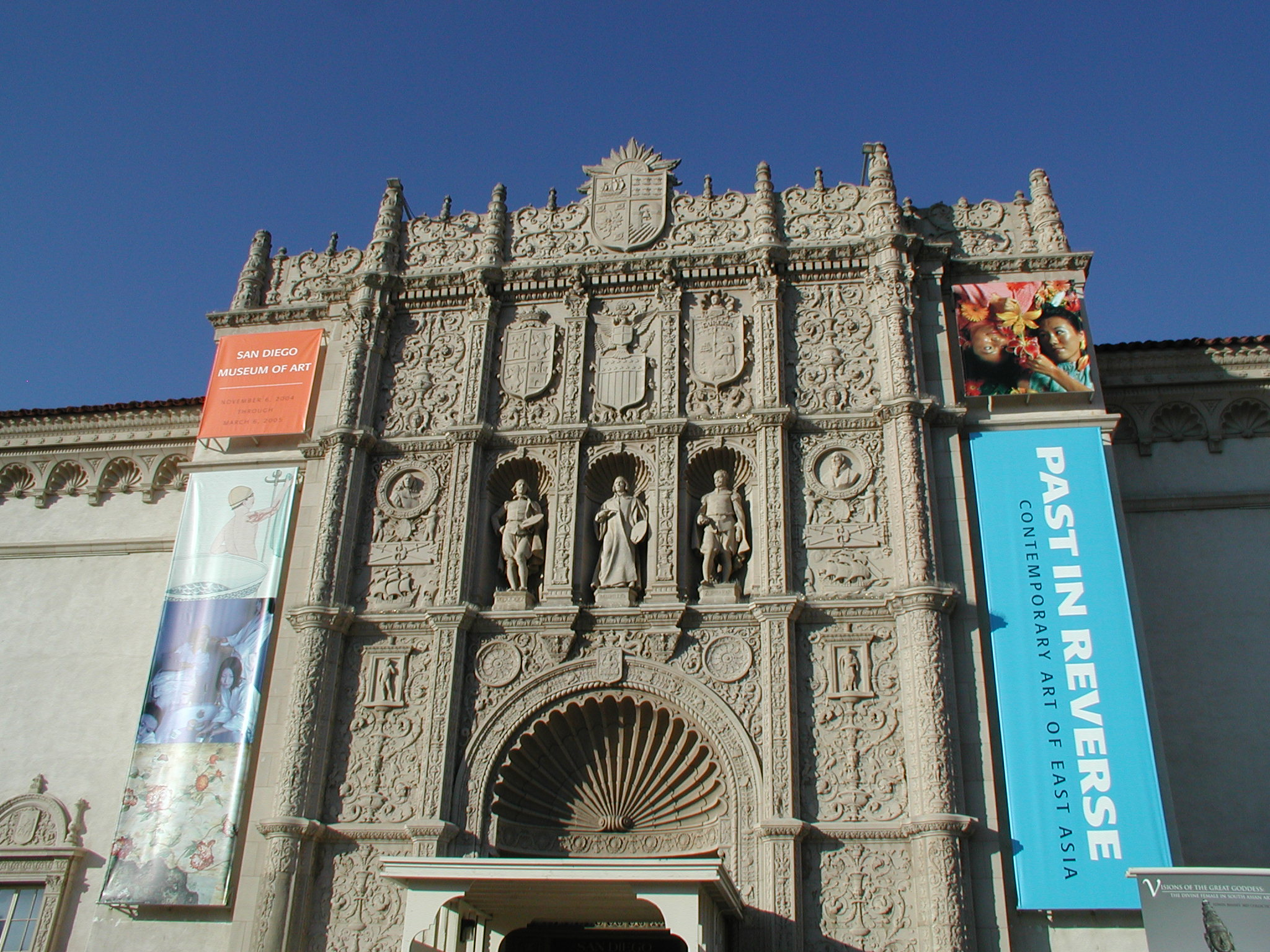
Das San Diego Museum of Art

Das San Diego Museum of Art ist ein Kunstmuseum in San Diego. Es wurde 1922 gegründet und erhielt ein von William Templeton Johnson entworfenes Museumsgebäude. Die Sammlung unterteilt sich in die Abteilungen Amerikanische Kunst, Europäische Kunst, Asiatische Kunst und Zeitgenössische Kunst.

## Geschichte
Das Museum wurde 1922 auf Betreiben des Geschäftsmannes Appleton S. Bridges eingerichtet, um eine permanente Ausstellung einer Kunstsammlung zu ermöglichen. Für den Entwurf eines Museumsgebäudes wurde der Architekt William Templeton Johnson angestellt. 1924 begannen die Bauarbeiten, die bis 1926 andauerten. Währenddessen wurde 1925 die Fine Arts Society gegründet, die das Museum tragen sollte. Als erster Direktor wurde Reginald Poland berufen. Am 28. Februar 1926 wurde das Museum unter dem Namen Fine Arts Gallery of San Diego eröffnet. Im selben Jahr übernahm die Stadt den Besitz des Museumsgebäudes. Während der 1936 im Balboa Park stattfindenden California-Pacific International Exposition wurde der Name des Museums temporär in San Diego Palace of Fine Arts geändert. Von 1943 bis 1947 war das Museum geschlossen und beherbergte eine Abteilung eines Krankenhauses der United States Navy.
In den 1960er und 1970er Jahren wurde das Museum erweitert. 1966 öffnete der Westflügel, mit dem sich die Ausstellungsfläche verdoppelte. 1974 wurde der neue Ostflügel eröffnet. Der Name des Museums wurde 1978 vom Kuratorium von Fine Arts Gallery of San Diego in San Diego Museum of Art geändert. Diesen Namen trägt es bis heute. Ende der 1980er Jahre, zu Beginn der 1990er Jahre wurde die Sammlung des Museums durch große Schenkungen erweitert. So stiftete die Baldwin M. Baldwin Foundation 1988 Werke Henri de Toulouse-Lautrecs, Edwin Binney der Dritte 1990 eine 1500 Objekte umfassende Sammlung südasiatischer Kunst und die Frederick R. Weisman Foundation 1991 eine Sammlung zeitgenössischer kalifornischer Kunst. 1994 wurde das Interactive Multi-Media Art Gallery Explorer eröffnet.
2000 wurde das Gebäude während des normal weiterlaufenden Betriebes renoviert. Im folgenden Jahr wurde anlässlich des 75. Jubiläums der Museumseröffnung eine neue Galerie eröffnet, die zeitgenössischer regionaler Kunst gewidmet ist.

## Sammlung
Die Sammlung umfasst neben Kunstwerken auch naturwissenschaftliche Exponate aus dem Zeitraum von 5000 vor Christus bis heute. Die Gemäldesammlung hat einen Schwerpunkt auf der spanischen Malerei. So gehören Werke von Francisco de Zurbarán, El Greco, Bartolomé Esteban Murillo und Luiz Ribera zur Sammlung. Dieser Fokus liegt in der Schenkung Anne R. and Amy Putnams zu Beginn der 1940er Jahre begründet. Auf diese geht ebenfalls die Kollektion italienischer Malerei mit Werken von Giotto di Bondone, Giorgione, Paolo Veronese, Giambattista Pittoni, Canaletto, Bernardino Luini und Giovanni Antonio Guardi zurück. Hinzu kommen noch Werke von Künstlern wie Frans Hals, Peter Paul Rubens und Anthonis van Dyck. Mit der Zeit kamen zudem Werke der Schule von Barbizon, des Impressionismus und moderner und zeitgenössischer Künstler wie Amedeo Modigliani, Henri Matisse, Max Beckmann, Salvador Dalí und René Magritte.

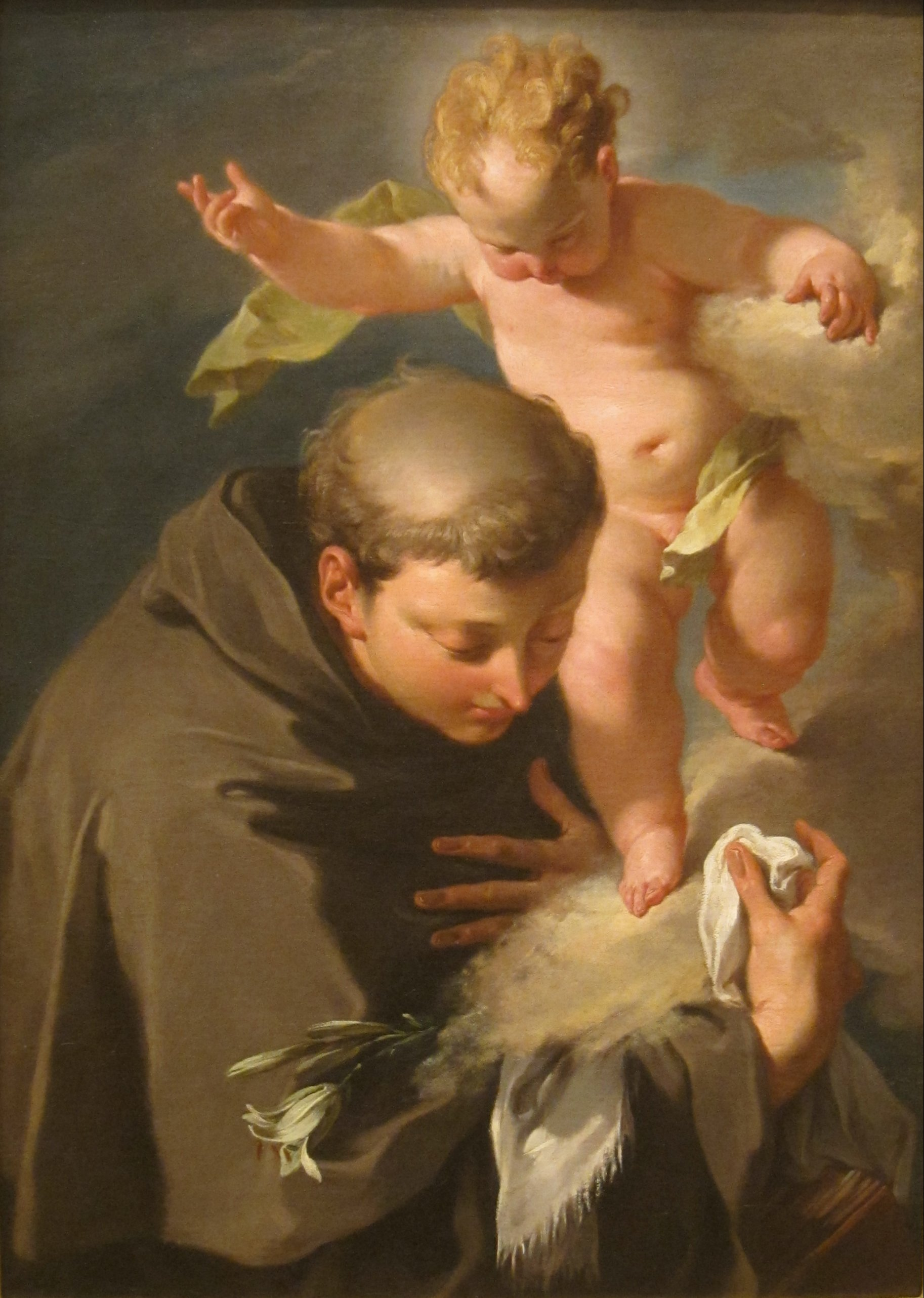
Giambattista Pittoni: Die Vision des heiligen Antonius von Padua
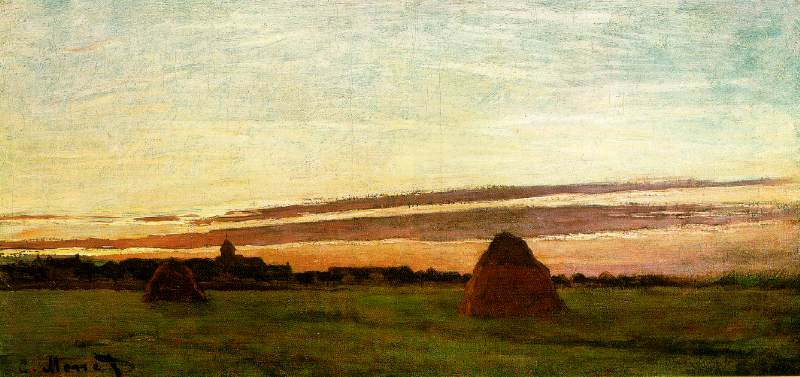
Claude Monet: Heuschober bei Chailly
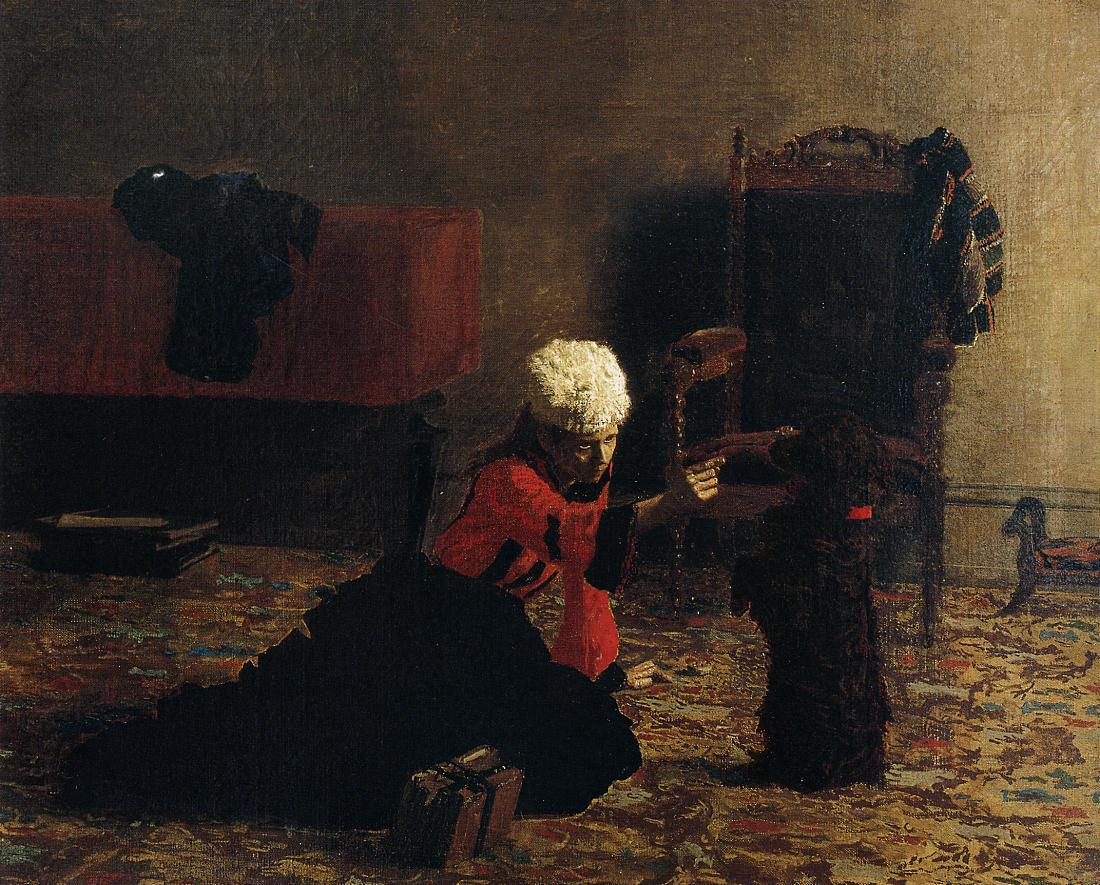
Thomas Eakins: Elizabeth Crowell with a Dog
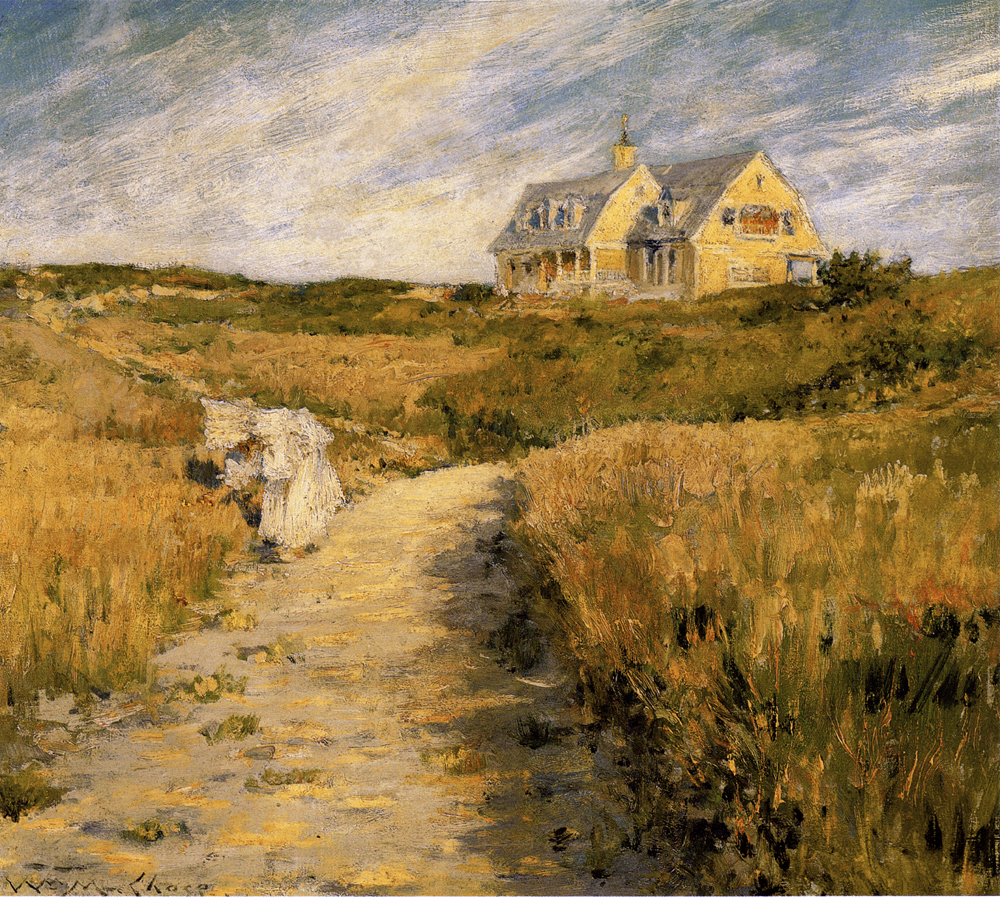
William Merritt Chase: The Chase Homestaead Shinnecock
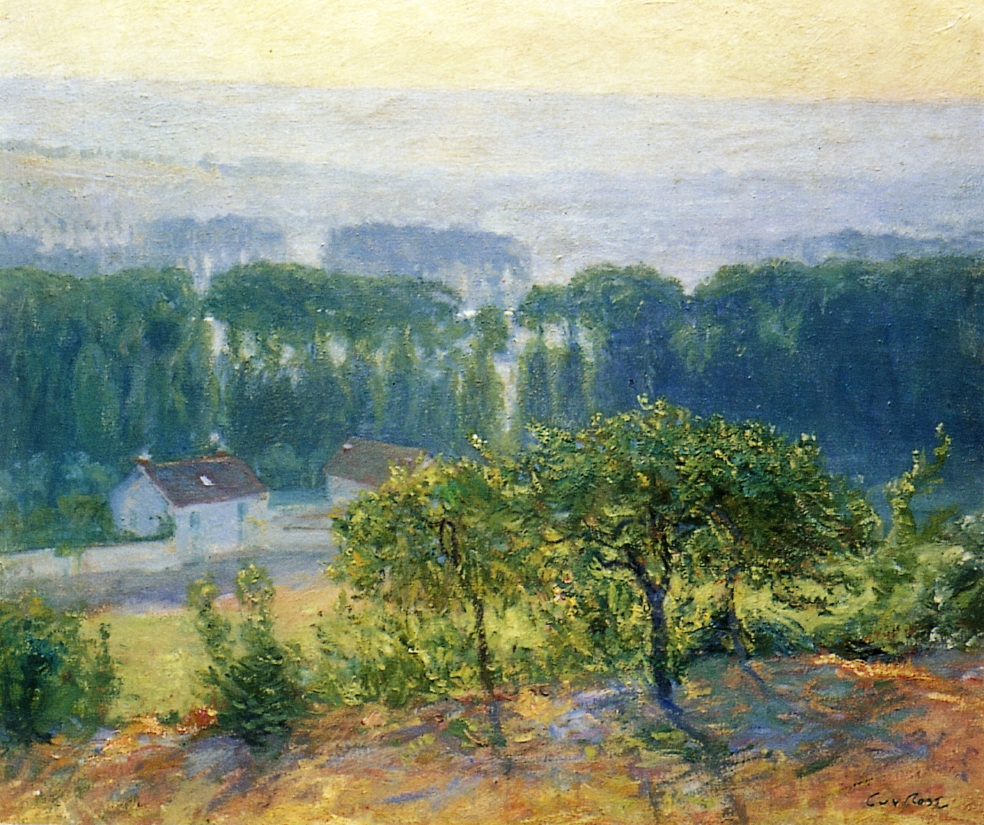
Guy Rose: Late Afternoon, Giverny

Ein weiteres Sammlungsgebiet ist die amerikanische Kunst. Künstler wie William Merritt Chase, George Inness, Asher Brown Durand, Thomas Eakins, Guy Rose und Mary Cassatt sind mit Bildern in der Sammlung vertreten. Die Sammlung umfasst weiterhin Werke zeitgenössischer, kalifornischer Künstler. In den letzten Jahren wurde zudem verstärkt lateinamerikanische Kunst erworben. Die Sammlung asiatischer Kunst umfasst 4000 Objekte, darunter buddhistische Skulpturen aus Indien, Japan, China und aus Südasien, Objekte aus Jade, Keramik und Bronze aus China und Holzschnitte aus Japan. Die Sammlung südasiatischer Gemälde ist die größte außerhalb Indiens.

## Sonderausstellungen
Das Museum zeigt wechselnde Sonderausstellungen, die sich zum Teil auf Aspekte der Museumssammlung beziehen. Die erfolgreichste Ausstellung wurde 1989 mit einer Schau von Fabergé-Eiern veranstaltet. Beispiele für weitere Ausstellungen sind Kimono as Art: The Landscapes of Itchiku Kubota, Mexico: Promise and Possibility, 1829–1834 über dein Einfluss des deutschen Malers Carl Nebel auf die mexikanische Kunst oder Emerging Elites: Indo-Muslim Art in Transition.